# Stephanie Brunner
Stephanie Brunner (ur. 20 lutego 1994) – austriacka narciarka alpejska, trzykrotna medalistka mistrzostw świata juniorów.

## Kariera
Po raz pierwszy na arenie międzynarodowej Stephanie Brunner pojawiła się 7 grudnia 2009 roku w Sölden, gdzie w zawodach FIS Race nie ukończyła pierwszego przejazdu slalomu. W 2012 roku wystartowała na mistrzostwach świata juniorów w Roccaraso, zdobywając złoty medal w slalomie. W zawodach tych wyprzedziła bezpośrednio Paulinę Grassl ze Szwecji oraz Słowaczkę Petrę Vlhovą. Jeszcze trzykrotnie startowała na imprezach tego cyklu, największy sukces osiągając podczas mistrzostw świata juniorów w Hafjell w 2015 roku, gdzie zdobyła kolejne dwa medale. Najpierw była druga w gigancie, rozdzielając na podium swą rodaczkę Ninę Ortlieb i Valérie Grenier z Kanady. Następnie wspólnie z kolegami z reprezentacji wywalczyła kolejny srebrny medal w zawodach drużynowych.
W zawodach Pucharu Świata zadebiutowała 17 marca 2012 roku w Schladming, gdzie zajęła 23. miejsce w slalomie. Tym samym już w swoim debiucie zdobyła pierwsze pucharowe punkty. Pierwsze podium wywalczyła 25 listopada 2018 roku w Killington, zajmując 3. miejsce w gigancie. Wyprzedziły ją jedynie Włoszka Federica Brignone i Ragnhild Mowinckel z Norwegii. Najlepsze wyniki osiągała w sezonie 2015/2016, kiedy zajęła 55. miejsce w klasyfikacji generalnej. W 2017 roku wystąpiła na mistrzostwach świata w Sankt Moritz, gdzie giganta ukończyła na piątej pozycji. W 2018 roku wzięła udział w slalomie i gigancie na igrzyskach olimpijskich w Pjongczangu, jednak obu konkurencji nie ukończyła.
W styczniu 2019 podczas treningu giganta w Pozza di Fassa doznała kontuzji zerwania więzadeł w lewym kolanie co wykluczyło ją ze startów do końca sezonu (w tym m.in. Mistrzostw Świata).

## Osiągnięcia

### Igrzyska olimpijskie
| Miejsce | Dzień     | Rok  | Miejscowość | Konkurencja | Czas biegu | Strata | Zwyciężczyni     |
| ------- | --------- | ---- | ----------- | ----------- | ---------- | ------ | ---------------- |
| DNF2    | 15 lutego | 2018 | Pjongczang  | Gigant      | 2:20,02    | -      | Mikaela Shiffrin |
| DNF1    | 16 lutego | 2018 | Pjongczang  | Slalom      | 1:38,63    | -      | Frida Hansdotter |
| DNF     | 7 lutego  | 2022 | Pekin       | Gigant      | 1:55,69    | -      | Sara Hector      |

### Mistrzostwa świata
| Miejsce | Dzień     | Rok  | Miejscowość       | Konkurencja       | Czas biegu | Strata | Zwyciężczyni                        |
| ------- | --------- | ---- | ----------------- | ----------------- | ---------- | ------ | ----------------------------------- |
| 5.      | 16 lutego | 2017 | Sankt Moritz      | Gigant            | 2:05,55    | +1,30  | Tessa Worley                        |
| 14.     | 16 lutego | 2021 | Cortina d’Ampezzo | Gigant równoległy | -          | -      | Marta Bassino Katharina Liensberger |
| 5.      | 17 lutego | 2021 | Cortina d’Ampezzo | Zawody drużynowe  | -          | -      | Norwegia                            |
| DNF2    | 18 lutego | 2021 | Cortina d’Ampezzo | Gigant            | 2:30,66    | -      | Lara Gut-Behrami                    |

### Mistrzostwa świata juniorów
| Miejsce | Dzień     | Rok  | Miejscowość | Konkurencja | Czas biegu | Strata | Zwyciężczyni         |
| ------- | --------- | ---- | ----------- | ----------- | ---------- | ------ | -------------------- |
| 1.      | 1 marca   | 2012 | Roccaraso   | Slalom      | 1:42,69    | -      | -                    |
| DNF2    | 3 marca   | 2012 | Roccaraso   | Gigant      | 2:45,02    | -      | Ragnhild Mowinckel   |
| DNF1    | 21 lutego | 2013 | Québec      | Slalom      | 1:52,10    | -      | Magdalena Fjällström |
| DNF2    | 22 lutego | 2013 | Québec      | Gigant      | 2:22,23    | -      | Lisa-Maria Zeller    |
| DNF1    | 27 lutego | 2014 | Jasná       | Gigant      | 1:52,86    | -      | Marta Bassino        |
| 12.     | 28 lutego | 2014 | Jasná       | Slalom      | 1:36,09    | +2,99  | Petra Vlhová         |
| 2.      | 7 marca   | 2015 | Hafjell     | Gigant      | 2:25,14    | +0,17  | Nina Ortlieb         |
| 2.      | 9 marca   | 2015 | Hafjell     | Drużynowo   | ?          | ?      | Norwegia             |
| 13.     | 9 marca   | 2015 | Hafjell     | Slalom      | 1:43,54    | +1,80  | Paula Moltzan        |

### Puchar Świata

#### Miejsca w klasyfikacji generalnej
- sezon 2011/2012: 111.
- sezon 2015/2016: 55.
- sezon 2016/2017: 35.
- sezon 2017/2018: 14.
- sezon 2018/2019: 33.
- sezon 2020/2021: 47.
- sezon 2021/2022: 58.

#### Miejsca na podium w zawodach
1. Killington – 25 listopada 2018 (gigant) – 3. miejsce